# Praia do Corpo Santo
A Praia Corpo Santo localiza-se próxima à zona do Corpo Santo, na freguesia de São Miguel, município de Vila Franca do Campo, na ilha de São Miguel, nos Açores.

## Características
Esta praia, com uma extensão de cerca de 178 metros, destaca-se por sua areia fina. De fácil acesso, está situada praticamente em frente ao ilhéu de Vila Franca, que lhe confere um particular encanto.
É dotada infra-estruturas tais como estacionamento e balneários, sendo considerada segura e vigiada.

## A lenda do Senhor Bom Jesus da Pedra
Foi nesta praia que se encontrou a primitiva imagem do Senhor Bom Jesus da Pedra. De acordo com a lenda local, há muitos e muitos anos atrás, nesta praia encontravam-se alguns pescadores nos seus afazeres de lançar as redes ou a remendá-las, quando avistaram um grande caixote. Ao se aproximares, perceberam alguma coisa escrita, e procuraram então alguém que o soubesse ler. Descobriu-se então que na caixa estava escrito: "Para a Misericórdia de Vila Franca". Foram assim entregar a caixa a quem de direito. Procedendo-se à abertura da mesma, encontrou-se uma bela imagem do Senhor Jesus, sentado numa pedra, com fina e expressiva expressão.
Causou estranheza ninguém ter encomendado tal imagem. As notícias do achado, considerado milagroso, espalharam-se pelas ilhas do arquipélago, tendo chegado ao Continente, tendo mesmo Vila Franca de Xira chegado a reclamar o achado, sem sucesso. A imagem do Senhor da Pedra foi depositada numa capela própria da Igreja da Misericórdia e, durante algum tempo, o seu culto limitou-se à missa cantada e ao sermão na dita igreja.
Posteriormente, o juiz Teotónio Claudino da Silveira deu brilho às festas, por promessa de sua mãe.